# Un ciao dentro un addio
Un ciao dentro un addio è il primo singolo di Gianluca Grignani tratto dall'album Natura umana. È stato pubblicato venerdì 30 settembre 2011 in contemporanea con il video musicale.

## Il singolo
Il singolo Un ciao dentro un addio è stato pubblicato il 30 settembre 2011 nelle stazioni radiofoniche mentre il 6 ottobre 2011 è stato reso disponibile in download digitale. Il singolo ha ottenuto in italia un discreto successo.

## Il video
Il video di Un ciao dentro un addio è stato pubblicato il 30 settembre 2011. Esso consiste in un insieme di riprese e zoomate di una donna e del cantante Gianluca Grignani che canta. Il video finisce con la donna che si incontra con un uomo in un campo aperto e Gianluca Grignani che saluta con un ciao con le sue mani verso la telecamera.